# اس‌ام‌اس فریتیوف
اس‌ام‌اس فریتجاف (به انگلیسی: SMS Frithjof) یک کشتی دفاع ساحلی بود که طول آن ۷۹ متر (۲۵۹٫۲ فوت) بود. این کشتی در سال ۱۸۹۱ ساخته شد.